# Lucy Alves
Lucyane Pereira Alves (João Pessoa, 6 de março de 1986), mais conhecida como Lucy Alves, é uma atriz, cantora, compositora e multi-instrumentista brasileira. Ela recebeu vários prêmios ao longo de sua carreira, incluindo um Prêmio Extra, e um Melhores do Ano, além de ter recebido indicações para um Grammy Latino, um Prêmio APCA, e um Prêmio Bibi Ferreira. 
Alves iniciou sua carreira na música ainda criança integrando grupos musicais em sua cidade natal. Ela é graduada em música pela Universidade Federal da Paraíba e participa do grupo musical Clã Brasil, com quem já lançou diversos projetos. No entanto, ela ganhou fama ao participar do reality show The Voice Brasil, ficando em 2° lugar na competição. O sucesso no programa lhe rendeu convite para atuar no teatro, estreando no musical Nuvem de Lágrimas como a protagonista Bete. Ela teve seu desempenho elogiado pela crítica e foi indicada ao Prêmio Bibi Ferreira. Em 2016, por seu trabalho no álbum Lucy Alves & Clã Brasil no Forró do Seu Rosil, ela foi indicada ao Grammy Latino, maior premiação da música da América Latina.
Em 2016, Lucy recebeu aclamação da crítica por sua interpretação como a antagonista Luzia dos Anjos na novela Velho Chico, exibida no horário nobre da TV Globo. Por seu desempenho, ela recebeu diversos prêmios, incluindo um Prêmio Extra, além da nomeação ao Prêmio APCA de melhor atriz de televisão, um dos mais tradicionais prêmios do país. Em 2017 esteve na novela Tempo de Amar como a empregada doméstica Eunice. Em 2020, interpretou a protagonista da novela Amor de Mãe em sua primeira fase. Em 2022 ela estreou na Netflix protagonizando a série Só Se For Por Amor. No mesmo ano, realizou seu maior papel na televisão, a protagonista Brisa da novela Travessia, exibida às 21h pela TV Globo.

## Biografia
Lucy começou sua vida artística aos quatro anos de idade. Ingressou no mundo da música pelo Projeto Formiguinhas e depois sendo violinista na Orquestra Infantil da Paraíba e da Camerata Izabel Burity. Estudou violino na Universidade Federal da Paraíba (UFPB), onde se graduou em música. Desde 2002, ela está entre as integrantes do grupo nordestino Clã Brasil, no qual lançou oito álbuns, sendo dois álbuns ao vivo e dois DVDs. Após sua participação no programa The Voice Brasil assinou contrato com a gravadora Universal se lançando em carreira solo.

## Vida pessoal
Em 2022, assumiu publicamente sua bissexualidade e seu relacionamento com a produtora Victoria Zanetti . Em fevereiro de 2024, confirmou que estava se relacionado a um tempo com a também atriz Indira Nascimento, com quem trabalhou nas novelas Um lugar ao Sol e  Travessia. 

## Carreira
O grupo Clã Brasil é oriundo de Itaporanga (PB) e formado no início dos anos 2000. A formação base conta com as três irmãs Lucyane, Laryssa, Lizete e a mãe Maria José, além do pai, José Hilton. Conta também com a participação de dois irmãos, filhos de um amigo de José Hilton, que são Fabiane e Francisco. A família sempre frequentou os bancos acadêmicos de prática e teoria musical. Com forte influência dos maiores nomes da música tradicional nordestina, como Luiz Gonzaga, Jackson do Pandeiro, Antônio Barros, Jacinto Silva, Gordurinha e Elino Julião, lançaram seu primeiro CD em 2002 intitulado de "A sedução do Clã Brasil". No ano seguinte, lançaram o disco "De onde vem o baião", cuja música título foi composta por Gilberto Gil ainda nos anos 1980. No álbum, também constou uma composição de Chico César: "Paraíba meu amor". Em 2004, lançaram o primeiro CD ao vivo "Forró pé-de-serra ao vivo", no qual regravaram sucessos como "Asa Branca" e "Paraíba" de Luiz Gonzaga e Humberto Teixeira e "ABC do sertão" e "Sabiá", de Luiz Gonzaga e Zé Dantas. Em 2006, lançaram o segundo CD ao vivo, com o mesmo título do anterior. No repertório, canções assinadas por compositores como Accioly Neto, em "Espumas ao vento"; Pinto do Acordeon, "Tem que ser pra ser"; e Sivuca (c/Glória Gadelha) em "Feira de Mangaio". Ainda nesse mesmo ano, lançaram um DVD ao vivo, que contou com participações especiais de Sivuca, Marinês, Pinto do Acordeon e Marcos César. Em 2009, gravaram um novo projeto: O CD/DVD "Clã Brasil canta Dominguinhos". O disco contou apenas com composições do referido compositor, cantor e sanfoneiro. No ano seguinte, no dia 6 de abril, receberam homenagem solene no plenário da Câmara Municipal de João Pessoa e receberam a "Comenda Ariano Suassuna".
O grupo Clã Brasil é oriundo de Itaporanga (PB) e formado no início dos anos 2000. A formação base conta com as três irmãs Lucyane, Laryssa, Lizete e a mãe Maria José, além do pai, José Hilton. Conta também com a participação de dois irmãos, filhos de um amigo de José Hilton, que são Fabiane e Francisco. A família sempre frequentou os bancos acadêmicos de prática e teoria musical. Com forte influência dos maiores nomes da música tradicional nordestina, como Luiz Gonzaga, Jackson do Pandeiro, Antônio Barros, Jacinto Silva, Gordurinha e Elino Julião, lançaram seu primeiro CD em 2002 intitulado de "A sedução do Clã Brasil". No ano seguinte, lançaram o disco "De onde vem o baião", cuja música título foi composta por Gilberto Gil ainda nos anos 1980. No álbum, também constou uma composição de Chico César: "Paraíba meu amor". Em 2004, lançaram o primeiro CD ao vivo "Forró pé-de-serra ao vivo", no qual regravaram sucessos como "Asa Branca" e "Paraíba" de Luiz Gonzaga e Humberto Teixeira e "ABC do sertão" e "Sabiá", de Luiz Gonzaga e Zé Dantas. Em 2006, lançaram o segundo CD ao vivo, com o mesmo título do anterior. No repertório, canções assinadas por compositores como Accioly Neto, em "Espumas ao vento"; Pinto do Acordeon, "Tem que ser pra ser"; e Sivuca (c/Glória Gadelha) em "Feira de Mangaio". Ainda nesse mesmo ano, lançaram um DVD ao vivo, que contou com participações especiais de Sivuca, Marinês, Pinto do Acordeon e Marcos César. Em 2009, gravaram um novo projeto: O CD/DVD "Clã Brasil canta Dominguinhos". O disco contou apenas com composições do referido compositor, cantor e sanfoneiro. No ano seguinte, no dia 6 de abril, receberam homenagem solene no plenário da Câmara Municipal de João Pessoa e receberam a "Comenda Ariano Suassuna".
Lucy chamou a atenção de grandes nomes da música em parcerias no palco e em estúdio. Já gravou e tocou ao lado de Dominguinhos, Marinês, Pinto do Acordeon, Sivuca, Quinteto Violado e Oswaldinho do Acordeon. Antes do The Voice, fez parte da banda de Alceu Valença em shows pelo Brasil, participando de projetos como o “Pixinguinha” (com o grupo Chorisso) e do “Festival Internacional da Sanfona”.
Em 2013, a cantora participou do talent show brasileiro The Voice Brasil. Em sua primeira apresentação, no programa de 10 de outubro, Lucy cantou a música "Que nem jiló, e entrou para o time de Carlinhos Brown. Conseguiu chegar na grande final da competição, e emocionou o público levando para o palco a sua família, o Clã Brasil. Os cinco tocaram juntos "De Volta para o Aconchego". Terminou em segundo lugar, perdendo apenas para o cearense Sam Alves.
No primeiro show de 2014, a paraibana Lucy Alves foi homenageada pela Prefeitura de João Pessoa. O evento marcou o reencontro da artista com o público, na primeira apresentação após o sucesso no programa The Voice Brasil. Ela cantou para um público estimado pelos organizadores do evento em 80 mil pessoas. Em sua apresentação, Lucy trouxe um pouco do universo de Luiz Gonzaga, uma das suas maiores influências musicais, apresentando suas versões para os grandes clássicos do "rei do baião". Também não faltaram as músicas que a levaram à final do The Voice Brasil. Seguida pelo coro do público, ela cantou “De volta pro aconchego” e “Isso aqui tá bom demais” (Dominguinhos), “Disparada” (Geraldo Vandré), “Segue o seco” (Carlinhos Brown) e “Festa do interior” (Moraes Moreira), alternando instrumentos como a sanfona e o piano.
Lucy teve uma participação especial na obra de Zé Katimba, Adriano Ganso, Jorge do Finge, Moisés Santiago e Aldir Senna que se sagrou vitorioso nas eliminatórias de samba enredo da Imperatriz Leopoldinense, para o carnaval 2016. Devido a vitória na disputa, Lucy foi convidada a cantar o samba-enredo no CD oficial das escolas de samba do Rio de Janeiro (junto com Zezé di Camargo & Luciano, dupla homenageada do enredo) e também no desfile da agremiação no Sambódromo carioca, em 8 de fevereiro.
Em 2015, ao fazer teste para a minissérie Dois Irmãos, de Luiz Fernando Carvalho, foi convidada pelo diretor para a novela de Benedito Ruy Barbosa, Velho Chico, com a personagem Luzia Rosa dos Anjos. "É possível ouvir as progressivas alterações na sua respiração. Lucy tem uma presença impressionante em cena e está à altura do grande Domingos Montagner. A novela tem girado muito em torno dela. E com todos os motivos." escreveu a jornalista Patricia Kugut.
Em 2017, voltou às novelas na pele da empregada doméstica Maria Eunice, na novela de Alcides Nogueira, Tempo de Amar, A personagem sofre preconceito social e racial, principalmente ao se envolver com um homem rico, Reinaldo Macedo (Cássio Gabus Mendes). Em maio de 2019, lançou o sigle Mexe Mexe (Pablo Bispo, Bárbara Ohana e Alice Caymmi), o single tem um acento eletrônico.
Em 2022, participou da segunda temporada do The Masked Singer Brasil, sendo a Leoa, chegando na final e ficando em 3º Lugar.
Ainda em 2022, Lucy Alves é confirmada como a protagonista da próxima novela das 21h da TV Globo, Travessia. Na trama de Gloria Perez, a atriz será a mocinha Brisa, uma mulher vítima de um crime virtual e viverá um triângulo amoroso com os personagens dos atores Chay Suede e Rômulo Estrela.
Foi apresentadora da cerimônia de entrega do Prêmio Sim à Igualdade Racial 2023, ao lado de Paulo Vieira e Sheron Menezzes.

## Filmografia

### Televisão
| Ano  | Título                   | Papel                                   | Notas                           |
| ---- | ------------------------ | --------------------------------------- | ------------------------------- |
| 2013 | The Voice Brasil         | Participante (2° lugar)                 | Temporada 2                     |
| 2016 | Velho Chico              | Luzia Rosa dos Anjos                    |                                 |
| 2017 | Tempo de Amar            | Eunice da Cunha                         |                                 |
| 2018 | O Outro Lado do Paraíso  | Ela mesma                               | Episódio: "2 de abril"          |
| 2019 | SóTocaTop                | Apresentadora                           |                                 |
| 2019 | Amor de Mãe              | Lurdes dos Santos Silva (jovem)         | Episódios: "24–25 de novembro"  |
| 2020 | Amor de Mãe              | Lurdes dos Santos Silva (jovem)         | Episódios: "22–24 de fevereiro" |
| 2022 | The Masked Singer Brasil | Participante (3º Lugar)                 | Temporada 2                     |
| 2022 | Só Se For Por Amor       | Deusa Soares                            |                                 |
| 2022 | Travessia                | Brisa Ribeiro Rivabianchi Medeiros Lobo |                                 |
| 2024 | Dança dos Famosos        | Participante (3° lugar)                 | Temporada 21                    |
| 2024 | Renascer                 | Lilith                                  |                                 |

## Teatro
| Ano  | Título            | Papel | Notas |
| ---- | ----------------- | ----- | ----- |
| 2015 | Nuvem de Lágrimas | Bete  |       |

## Discografia

### Álbuns de estúdio
- Lucy Alves (2014)
- Lucy Alves & Clã Brasil no Forró do Seu Rosil (2015)
- Avisa (2021)
- Perigosíssima (2022)

### Extended plays (EP)
- Santo Forte (2018)
- Chama (2020)
- Perigosíssima (Deluxe) (2022)
- Vuco Vuco (2023)

## Prêmios e indicações
| Ano  | Premiação                   | Categoria                                                | Indicação                                     | Resultado |
| ---- | --------------------------- | -------------------------------------------------------- | --------------------------------------------- | --------- |
| 2015 | Brazilian Press Awards      | Melhor Show em Turnê                                     | Lucy Alves                                    | Venceu    |
| 2016 | Grammy Latino               | Melhor Álbum de Música Regional ou de Raizes Brasileiras | Lucy Alves & Clã Brasil no Forró do Seu Rosil | Indicada  |
| 2016 | Prêmio Bibi Ferreira        | Ator/Atriz Revelação                                     | Nuvem de Lágrimas                             | Indicada  |
| 2016 | Prêmio Extra de Televisão   | Revelação Feminina                                       | Velho Chico                                   | Venceu    |
| 2016 | Troféu APCA                 | Melhor Atriz                                             | Velho Chico                                   | Indicada  |
| 2016 | Melhores do Ano             | Melhor Atriz Revelação                                   | Velho Chico                                   | Venceu    |
| 2016 | Prêmio Quem de Televisão    | Revelação                                                | Velho Chico                                   | Venceu    |
| 2016 | Troféu AIB de Imprensa      | Destaque Especial                                        | Velho Chico                                   | Venceu    |
| 2016 | Troféu UOL TV e Famosos     | Revelação da TV (críticos)                               | Velho Chico                                   | Venceu    |
| 2016 | Troféu UOL TV e Famosos     | Revelação da TV (público)                                | Velho Chico                                   | Venceu    |
| 2016 | Prêmio F5                   | Revelação do Ano                                         | Velho Chico                                   | Indicada  |
| 2017 | Troféu Internet             | Revelação do Ano                                         | Velho Chico                                   | Indicada  |
| 2022 | Poc Awards                  | Atriz                                                    | Travessia                                     | Indicada  |
| 2023 | Troféu Internet             | Melhor Atriz de Novela                                   | Travessia                                     | Pendente  |
| 2023 | Prêmio iBest                | Influenciador Protagonista                               | Travessia                                     | Indicada  |
| 2023 | BreakTudo Awards            | Atriz Nacional                                           | Travessia                                     | Venceu    |
| 2023 | Prêmio ArteBlitz de Novela  | Melhor Atriz Protagonista                                | Travessia                                     | Indicada  |
| 2023 | Prêmio ArteBlitz de Novela  | Melhor Casal (com Romulo Estrela) (voto popular)         | Travessia                                     | Venceu    |
| 2023 | Prêmio da Música Brasileira | Canção Popular (Intérprete)                              | Lucy Alves                                    | Indicada  |
| 2024 | Prêmio iBest                | Influenciador Paraíba                                    | Lucy Alves                                    | Pendente  |
| 2024 | Prêmio iBest                | Protagonista Influenciador                               | Lucy Alves                                    | Pendente  |